# Kärrholmen, Karlstads kommun
Kärrholmen är ett naturreservat som omfattar naturen på en ö i Vänern med samma namn i Karlstads kommun i Värmlands län.
Området är naturskyddat sedan 1978 och är 65 hektar stort. 